# Королевская аудиенсия
Королевская аудиенсия (исп. Audiencia Real, или коротко исп. Audiencia) — суд апелляционной инстанции в испанской империи.

## Аудиенсии на Пиренейском полуострове
Первая Аудиенсия была основана в королевстве Кастилия и Леон в 1371 году, в Вальядолиде (исп. Real Audiencia y Chancillería de Valladolid). Она функционировала следующие два века как суд высшей инстанции в Кастилии, апелляции на её решения можно было подавать лишь в основанный в 1480 году Королевский совет Кастилии.
После объединения Кастилии и Арагона в королевство Испания и завоевания в 1492 году Гранадского эмирата, Аудиенсия была разделена на две. Теперь Аудиенсия Вальядолида отвечала за дела на территориях к северу от реки Тахо, а делами, касающимися территорий к югу от реки, занималась созданная в 1494 году Аудиенсия в Сьюдад-Реаль. В 1505 году вторая Аудиенсия была перемещена в Гранаду.
При Карле I и Филиппе II система Аудиенсий была распространена с Кастилии на всю Испанию, а затем — и на всю Испанскую империю, при этом Аудиенсии в Арагоне и землях Арагонской короны подчинялись созданному в 1494 году Королевскому совету Арагона. На Пиренейском полуострове в 1528 году была создана Королевская Аудиенсия Арагона, в 1566 году была создана Аудиенсия в Севилье, в 1568 году — в Лас-Пальмасе, в 1571 году — на Мальорке, в 1717 году — в Астурии, в 1790 году — в Эстремадуре.

## Аудиенсии в Италии
На Сардинии и Сицилии кастильский институт аудиенсий был слит с арагонским институтом вице-королевств. Вице-король обладал властью издавать законы и осуществлять правосудие, и потому был вовлечён в деятельность итальянских аудиенсий. В 1555 году был создан Королевский совет Италии, которому стали подчиняться итальянские вице-королевства и аудиенсии.

## Аудиенсии в Индиях

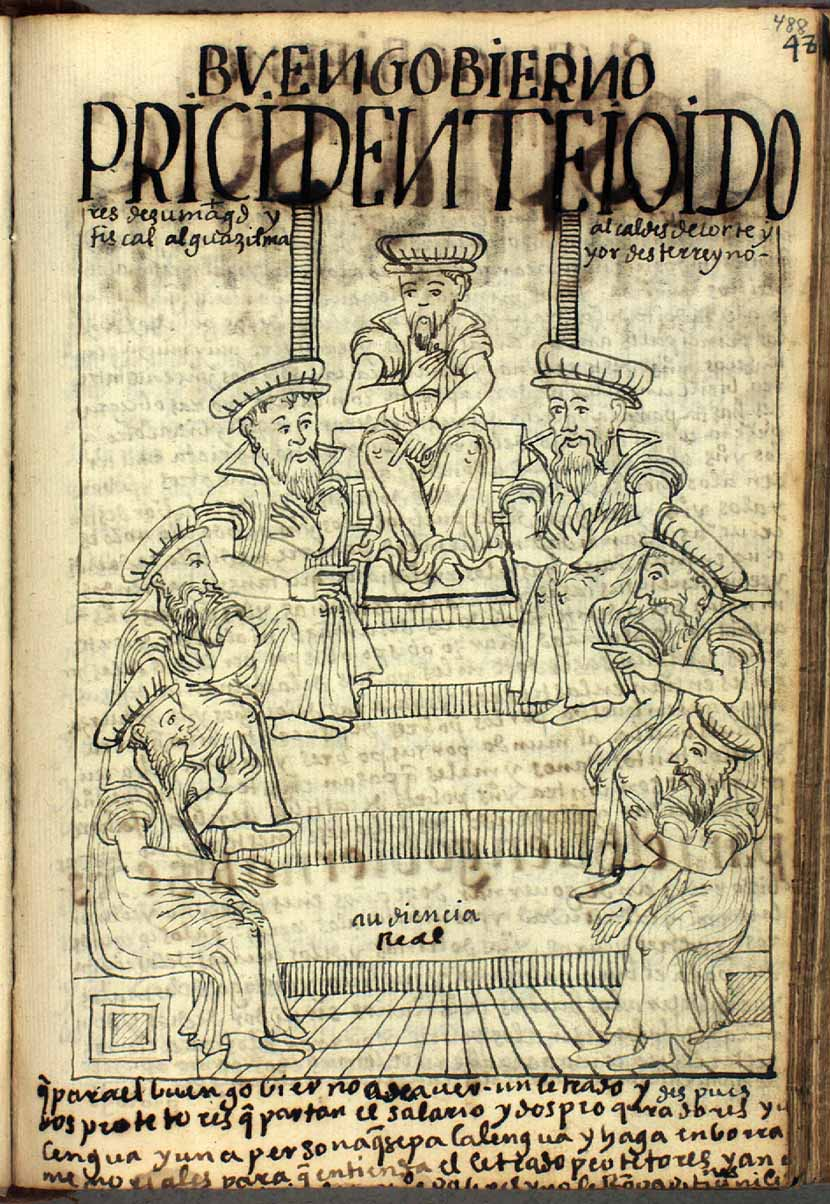
Члены Королевской аудиенсии Лимы

В американских владениях аудиенсии также были слиты с государственными институтами, но в иной пропорции. Кастильская корона ввела институт аудиенций в Индиях практически сразу после начала их освоения, чтобы поставить под королевский контроль поселенцев и первопроходцев. Однако с началом завоевания американского континента в 1520-х годах стало ясно, что системы аудиенций для эффективного контроля над заморскими владениями недостаточно, поэтому был введён заимствованный у Арагонской короны институт вице-королевств, но без придания ему власти в юридических вопросах; вместо этого в Новом свете аудиенсии стали законодательными и квазипредставительными органами. Высшей инстанцией как над аудиенсиями, так и над вице-королевствами был Совет Индий.
Первая аудиенсия в Америке была создана в 1511 году в Санто-Доминго, в её юрисдикцию входили все Карибские острова и прилегающие части материков. Вскоре она была закрыта из-за противодействия переселенцев из Испании, но восстановлена в 1536 году.
По мере завоевания континента создавались новые аудиенсии. Всего лишь через шесть лет после падения Теночтитлана, в 1527 году была создана аудиенсия в Мехико, в чью юрисдикцию вошла вся Центральная Америка и современная Мексика. В 1538 году была создана аудиенсия в Панаме, отвечавшая за прилегающие области Центральной и Южной Америки; в 1543 году она была упразднена, но в 1564 году восстановлена — на этот раз с юрисдикцией только над территорией Панамы.
После упразднения в 1543 году Аудиенсии Панамы на её месте было образовано две — Аудиенсия Гватемалы, отвечающая за Центральную Америку, и Аудиенсия в Лиме, отвечающая за владения в Южной Америке, появившиеся после завоевания империи инков.
Всего к моменту обретения испанскими колониями в Америке независимости там действовало двадцать аудиенсий. Границы многих новых государств стали примерно соответствовать границам прежних аудиенсий.

В отличие от аудиенсий в Европе, аудиенсии в Америке обладали не только судебной, но также законодательной и исполнительной властью; лишь канцлер Аудиенсии обладал королевской печатью. Аудиенсии делили многие правительственные функции с вице-королями и генерал-капитанами, и служили органом надзора за лицами, занимающими эти должности. В аудиенсиях, находившихся в столицах вице-королевств и генерал-капитанств (т. н. «преторианских аудиенсиях», audiencias pretoriales), вице-король или генерал-капитан являлся членом аудиенсии, но не имел права голоса в юридических вопросах (если только сам не был образованным юристом), занимаясь лишь административными делами. В прочих аудиенсиях («субординатных аудиенсиях», audiencias subordinadas) президент аудиенсии выступал ещё и в роли губернатора территории, попадающей под юрисдикцию аудиенсии; вице-король мог контролировать его административные дела, но не вмешивался в юридические вопросы.